# Carpinone
Carpinone is een gemeente in de Italiaanse provincie Isernia (regio Molise) en telt 1273 inwoners (31-12-2004). De oppervlakte bedraagt 32,5 km², de bevolkingsdichtheid is 39 inwoners per km².

## Demografie
Carpinone telt ongeveer 489 huishoudens. Het aantal inwoners daalde in de periode 1991-2001 met 3,2% volgens cijfers uit de tienjaarlijkse volkstellingen van ISTAT.
| Jaar | Inwoneraantal |
| ---- | ------------- |
| 1991 | 1296          |
| 2001 | 1254          |

## Geografie
De gemeente ligt op ongeveer 636 m boven zeeniveau.
Carpinone grenst aan de volgende gemeenten: Castelpetroso, Frosolone, Isernia, Macchiagodena, Pesche, Pettoranello del Molise, Santa Maria del Molise, Sessano del Molise.
Acquaviva d'Isernia · Agnone · Bagnoli del Trigno · Belmonte del Sannio · Cantalupo nel Sannio · Capracotta · Carovilli · Carpinone · Castel San Vincenzo · Castel del Giudice · Castelpetroso · Castelpizzuto · Castelverrino · Cerro al Volturno · Chiauci · Civitanova del Sannio · Colli a Volturno · Conca Casale · Filignano · Forlì del Sannio · Fornelli · Frosolone · Isernia · Longano · Macchia d'Isernia · Macchiagodena · Miranda · Montaquila · Montenero Val Cocchiara · Monteroduni · Pesche · Pescolanciano · Pescopennataro · Pettoranello del Molise · Pietrabbondante · Pizzone · Poggio Sannita · Pozzilli · Rionero Sannitico · Roccamandolfi · Roccasicura · Rocchetta a Volturno · San Pietro Avellana · Sant'Agapito · Sant'Angelo del Pesco · Sant'Elena Sannita · Santa Maria del Molise · Scapoli · Sessano del Molise · Sesto Campano · Vastogirardi · Venafro
1. ↑  https://demo.istat.it/?l=it.